# 英国宠物大屠杀
英国宠物大屠杀发生于1939年9月第二次世界大战爆发后的英国，为期数周。为了确保战时食品储备不受动物食品的影响，约占当时英国宠物总量四分之一约40万只猫狗被屠杀。一年后伦敦大轰炸期间，再次发生了大规模屠杀宠物事件。